# Bruno Visentin
Bruno Visentin (San Donà di Piave, 27 gennaio 1936 – San Donà di Piave, 11 luglio 2022) è stato un calciatore e allenatore di calcio italiano, di ruolo centrocampista.

## Carriera
Inizia la sua carriera nel San Donà nel campionato di IV Serie 1952-53. Ne seguirono altre due stagioni in maglia biancoceleste nel campionato regionale di Promozione. Grazie ad un accordo maturato in quel periodo con il Venezia Visentin fece parte di quel gruppo di giocatori comprendente anche Francesco Canella che approdarono nelle giovanili neroverdi. Nel Venezia che in quegli anni riconquistava la Serie B Visentin non giocò mai in prima squadra tanto che nel 1956 venne ceduto in prestito alla Virtus Nicastro e nel 1957 al Trapani in IV Serie.
Con la squadra siciliana riesce ad approdare alla Serie C per poi passare nel 1960-61 al Pescara. Nella stessa stagione si trasferisce al Siena anch'esso militante in Serie C. È l'annata della definitiva consacrazione, tant'è che l'anno seguente approda nel novembre 1961 al Bari fresco di retrocessione in Serie B ma deciso a riconquistare la massima serie pur dovendo fare i conti con una penalizzazione di 6 punti. L'agognata promozione in Serie A arriva nel campionato 1962-63. La Serie A è una nuova meta conquistata da Visentin che debutta nella massima serie il 25 settembre 1963 in Juventus-Bari 4-0.
Nella stagione 1964-65 si trasferisce al Cagliari allenato da Arturo Silvestri ex giocatore del Milan ai tempi del grande Gre-No-Li e anch'egli unito a Visentin da un inizio carriera nel San Donà. Era quello un Cagliari nel quale si stavano formando grandi giocatori come Gigi Riva, Pierluigi Cera, Nenè che in seguito avrebbero vinto uno storico scudetto nel campionato 1969-1970. Visentin in terra sarda giocò tre stagioni, per poi trasferirsi al Padova nel campionato 1967-68.
Con i cagliaritani Visentin ha anche una esperienza nel campionato nordamericano organizzato nel 1967 dalla United Soccer Association e riconosciuto dalla FIFA, in cui i sardi giocarono nelle vesti del Chicago Mustangs, ottenendo il terzo posto nella Western Division.
L'esperienza padovana durò due annate, al termine delle quali Visentin chiuse la sua carriera calcistica rivestendo la maglia del San Donà in Serie D.